# Treasury of Classic Tales
Treasury of Classic Tales è stata una serie di tavole domenicali a fumetti pubblicate sui quotidiani statunitensi dal 13 luglio 1952 al 15 febbraio 1987 per 35 anni e distribuiti dalla King Features Syndicate.
La serie, continuò l'impostazione delle Silly Symphonies (Sinfonie allegre) ospitando tavole domenicali tratte da adattamenti di cortometraggi animati e film d'animazione prodotti dalla Walt Disney Productions.
Le tavole furono realizzate principalmente come veicolo di promozione per novità Disney.

## Storia editoriale
Dall'8 marzo al 18 giugno 1950, la Disney pubblicò come esperimento delle tavole domenicali adattate dal film d'animazione Cenerentola mentre l'anno successivo, dal 2 settembre al 16 dicembre 1951, della tavole adattate dal film d'animazione Alice nel paese delle meraviglie. L'esperimento si rivelò un successo e quindi furono realizzate altre tavole adattate sia da lungometraggi animati che da film in live-action. La maggior parte delle storie è durata tredici settimane, per un totale di 129 storie create tra il 1952 e il 1987. La serie inizia ufficialmente con The Story of Robin Hood del 1952, in quanto Cinderella e Alice in Wonderland erano considerate esperimenti.
La striscia è passata da drammi storici come La spada e la rosa (1953) e Il ragazzo rapito (1960) a commedie come Geremia, cane e spia (1959) e Il cowboy con il velo da sposa (1961). All'adattamento del 1979-80 di The Black Hole - Il buco nero prese parte per i disegni a matita anche Jack Kirby con l'inchiostrazione di Mike Royer.
Negli Stati Uniti le tavole complete sono stata ristampate in tre volumi intitolati Treasury of Classic Tales pubblicati dalla IDW Publishing tra il 2016 e il 2018, mentre in Italia non tutte le storie sono state tradotte e pubblicate. Quelle pubblicate sono apparse sulle testate Albi d'Oro, Almanacco Topolino, Topolino libretto, Gli anni d'oro di Topolino, Albi d'argento, Disney Story e sul numero 18 dei Cartonatoni Disney Le grandi favole a fumetti.

## Elenco delle trasposizioni
La maggior parte delle storie non sono state pubblicate in Italia. Quelle tradotte in italiano sono indicate tra parentesi con il codice identificativo presente su INDUCKS.
| Data                                 | Titolo originale                            | Adattamento da                                   |
| ------------------------------------ | ------------------------------------------- | ------------------------------------------------ |
| 2 settembre 1951 - 16 dicembre 1951  | Alice in Wonderland (ZS 5101)               | Alice nel Paese delle Meraviglie                 |
| 15 marzo 1950 - 18 giugno 1950       | Cinderella (ZS 5001)                        | Cenerentola                                      |
| 13 luglio 1952 - 28 dicembre 1952    | The Story of Robin Hood                     | Robin Hood e i compagni della foresta            |
| 4 gennaio 1953 - 14 giugno 1953      | Peter Pan (ZT 002)                          | Le avventure di Peter Pan                        |
| 21 giugno 1953 - 25 ottobre 1953     | The Sword and the Rose                      | La spada e la rosa                               |
| 1 novembre 1953 - 27 dicembre 1953   | Ben and Me (ZT 004)                         | Il mio amico Beniamino                           |
| 3 gennaio 1954 - 30 maggio 1954      | Rob Roy                                     | Rob Roy                                          |
| 6 giugno 1954 - 25 luglio 1954       | Peter & The Wolf (ZT 006)                   | Pierino e il lupo                                |
| 1º agosto 1954 - 26 dicembre 1954    | 20,000 Leagues Under the Sea                | Ventimila leghe sotto i mari                     |
| 2 gennaio 1955 - 10 luglio 1955      | Lady and the Tramp (ZT 008)                 | Lilli e il vagabondo                             |
| 17 luglio 1955 - 8 gennaio 1956      | The Legends of Davy Crockett (ZT 009)       | Davy Crockett e i pirati                         |
| 15 gennaio 1956 - 26 marzo 1956      | The Littlest Outlaw                         | Il piccolo fuorilegge                            |
| 2 aprile 1956 - 29 luglio 1956       | The Great Locomotive Chase                  | Le 22 spie dell'Unione                           |
| 5 agosto 1956 - 30 settembre 1956    | Lambert the Sheepish Lion (ZT 012)          | Abele l'agnelleone                               |
| 7 ottobre 1956 - 27 gennaio 1957     | Westward Ho, the Wagons!                    | Carovana verso il West                           |
| 3 febbraio 1957 - 31 marzo 1957      | Gus & Jaq (ZT 014)                          | Cenerentola                                      |
| 7 aprile 1957 - 30 giugno 1957       | Johnny Tremain                              | I rivoltosi di Boston                            |
| 7 luglio 1957 - 24 novembre 1957     | Perri (ZT 016)                              | Perri                                            |
| 1º dicembre 1957 - 23 febbraio 1958  | Old Yeller                                  | Zanna Gialla                                     |
| 2 marzo 1958 - 27 aprile 1958        | The Seven Dwarfs & The Witch Queen (ZT 018) | Biancaneve e i sette nani                        |
| 4 maggio 1958 - 27 luglio 1958       | The Light in the Forest                     | Johnny, l'indiano bianco                         |
| 3 agosto 1958 - 27 dicembre 1958     | Sleeping Beauty (ZT 020)                    | La bella addormentata nel bosco                  |
| 4 gennaio 1959 - 26 aprile 1959      | The Shaggy Dog                              | Geremia, cane e spia                             |
| 3 maggio 1959 - 30 agosto 1959       | Darby O'Gill and the Little People          | Darby O'Gill e il re dei folletti                |
| 6 settembre 1959 - 27 dicembre 1959  | Third Man on the Mountain                   | La sfida del terzo uomo                          |
| 3 gennaio 1960 - 27 marzo 1960       | Toby Tyler                                  | Toby Tyler                                       |
| 3 aprile 1960 - 26 giugno 1960       | Kidnapped                                   | Il ragazzo rapito                                |
| 3 luglio 1960 - 25 settembre 1960    | Pollyanna                                   | Il segreto di Pollyanna                          |
| 2 ottobre 1960 - 25 dicembre 1960    | Swiss Family Robinson                       | Robinson nell'isola dei corsari                  |
| 1º gennaio 1961 - 26 marzo 1961      | 101 Dalmatians (ZT 028)                     | La carica dei 101                                |
| 2 aprile 1961 - 25 giugno 1961       | Nikki, Wild Dog of the North                | La trappola di ghiaccio                          |
| 2 luglio 1961 - 24 settembre 1961    | The Parent Trap                             | Il cowboy con il velo da sposa                   |
| 1º ottobre 1961 - 31 dicembre 1961   | Babes in Toyland (ZT 031)                   | Babes in Toyland                                 |
| 7 gennaio 1962 - 25 marzo 1962       | Moon Pilot                                  | Un tipo lunatico                                 |
| 1º aprile 1962 - 24 giugno 1962      | Bon Voyage!                                 | Okay Parigi!                                     |
| 1º luglio 1 1962 - 30 settembre 1962 | Big Red                                     | Compagni d'avventura                             |
| 7 ottobre 1962 - 30 dicembre 1962    | In Search of the Castaways                  | I figli del capitano Grant                       |
| 6 gennaio 1963 - 31 marzo 1963       | Son of Flubber                              | Professore a tuttogas                            |
| 7 aprile 1963- 30 giugno 1963        | Miracle of the White Stallions              | L'ultimo treno da Vienna                         |
| 7 luglio 1963 - 29 settembre 1963    | Savage Sam                                  | Sam il selvaggio                                 |
| 6 ottobre 1963 - 29 dicembre 1963    | The Sword in the Stone                      | La spada nella roccia                            |
| 5 gennaio 1964 - 29 marzo 1964       | A Tiger Walks                               | Tigre in agguato                                 |
| 5 aprile 1964 - 28 giugno 1964       | The Three Lives of Thomasina                | Le tre vite della gatta Tomasina                 |
| 5 luglio 1964 - 27 settembre 1964    | The Moon-Spinners                           | Giallo a Creta                                   |
| 4 ottobre 1964 - 27 dicembre 1964    | Mary Poppins                                | Mary Poppins                                     |
| 3 gennaio 1965 - 28 marzo 1965       | Those Calloways                             | I cacciatori del lago d'argento                  |
| 4 aprile 1965 - 27 giugno 1965       | The Monkey's Uncle                          | Lo zio dello scimpanzé                           |
| 4 luglio 1965 - 26 settembre 1965    | Dumbo (ZT 046)                              | Dumbo                                            |
| 3 ottobre 1965 - 26 dicembre 1965    | That Darn Cat!                              | F.B.I. - Operazione gatto                        |
| 2 gennaio 1966 - 27 marzo 1966       | Winnie the Pooh and the Honey Tree          | Winny-Puh l'orsetto goloso                       |
| 3 aprile 1966 - 26 giugno 1966       | Lt. Robin Crusoe, U.S.N.                    | Il comandante Robin Crusoe                       |
| 3 luglio 1966 - 25 settembre 1966    | The Fighting Prince of Donegal              | Il principe di Donegal                           |
| 2 ottobre 1966 - 27 novembre 1966    | Follow Me, Boys!                            | I ragazzi di Camp Siddons                        |
| 4 dicembre 1966 - 29 gennaio 1967    | Monkeys, Go Home!                           | Scimmie, tornatevene a casa                      |
| 5 febbraio 1967 - 30 aprile 1967     | The Adventures of Bullwhip Griffin          | Un maggiordomo nel Far West                      |
| 7 maggio 1967 - 30 luglio 1967       | The Gnome-Mobile                            | La gnomo mobile                                  |
| 6 agosto 1967 - 29 ottobre 1967      | The Happiest Millionaire                    | Il più felice dei miliardari                     |
| 5 novembre 1967 - 28 gennaio 1968    | The Jungle Book (ZT 056)                    | Il libro della giungla                           |
| 4 febbraio 1968 - 28 aprile 1968     | Blackbeard's Ghost                          | Il fantasma del pirata Barbanera                 |
| 4 maggio 1968 - 28 luglio 1968       | Never A Dull Moment                         | L'incredibile furto di Mr. Girasole              |
| 4 agosto 1968 - 29 settembre 1968    | Winnie the Pooh and the Blustery Day        | Troppo vento per Winny-Puh                       |
| 6 ottobre 1968 - 29 dicembre 1968    | The Horse in the Gray Flannel Suit          | Il cavallo in doppiopetto                        |
| 5 gennaio 1969 - 23 febbraio 1969    | Smith!                                      | Smith, un cowboy per gli indiani                 |
| 2 marzo 1969 - 25 maggio 1969        | The Love Bug                                | Un Maggiolino tutto matto                        |
| 1º giugno 1969 - 31 agosto 1969      | Hang Your Hat on the Wind! (Rascal)         | Rascal, l'orsetto lavatore                       |
| 7 settembre 1969 - 30 novembre 1969  | My Dog, The Thief                           | Bernardo, cane ladro e bugiardo                  |
| 7 dicembre 1969 - 22 febbraio 1970   | The Computer Wore Tennis Shoes              | Il computer con le scarpe da tennis              |
| 1º marzo 1970 - 31 maggio 1970       | King of the Grizzlies                       | Il re dei Grizzlies                              |
| 7 giugno 1970 - 30 agosto 1970       | The Boatniks                                | Boatniks - I marinai della domenica              |
| 6 settembre 1970 - 27 dicembre 1970  | The Aristocats (ZT 068)                     | Gli Aristogatti                                  |
| 3 gennaio 1971 - 28 marzo 1971       | The Barefoot Executive                      | La TV ha i suoi primati                          |
| 4 aprile 1971 - 27 giugno 1971       | 'The Million Dollar Duck                    | Un papero da un milione di dollari               |
| 4 luglio 1971 - 31 ottobre 1971      | Bedknobs and Broomsticks                    | Pomi d'ottone e manici di scopa                  |
| 7 novembre 1971 - 26 dicembre 1971   | The Living Desert                           | Deserto che vive                                 |
| 2 gennaio 1972 - 26 marzo 1972       | Napoleon and Samantha                       | Due ragazzi e un leone                           |
| 2 aprile 1972 - 25 giugno 1972       | Now You See Him, Now You Don't              | Spruzza, sparisci e spara                        |
| 2 luglio 1972 - 24 settembre 1972    | The Legend of Lobo                          | La leggenda di Lobo                              |
| 1º ottobre 1972 - 31 dicembre 1972   | Snowball Express                            | Pistaaa... arriva il gatto delle nevi            |
| 7 gennaio 1973 - 25 marzo 1973       | The World's Greatest Athlete                | Nanù, il figlio della giungla                    |
| 1º aprile 1973 - 24 giugno 1973      | Cinderella                                  | Cenerentola                                      |
| 1º luglio 1973 - 30 settembre 1973   | One Little Indian                           | Un piccolo indiano                               |
| 7 ottobre 1973 - 27 gennaio 1974     | Walt Disney presenta: Robin Hood            | Robin Hood                                       |
| 3 febbraio 1974 - 28 aprile 1974     | Alice in Wonderland                         | Alice nel Paese delle Meraviglie                 |
| 5 maggio 1974 - 28 luglio 1974       | Herbie Rides Again                          | Herbie il Maggiolino sempre più matto            |
| 4 agosto 1974 - 29 settembre 1974    | The Bears and I                             | Io e gli orsi                                    |
| 6 ottobre 1974 - 26 gennaio 1975     | The Island at the Top of the World          | L'isola sul tetto del mondo                      |
| 3 febbraio 1975 - 27 aprile 1975     | Escape to Witch Mountain                    | Incredibile viaggio verso l'ignoto               |
| 4 maggio 1975 -29 giugno 1975        | The Apple Dumpling Gang                     | La banda delle frittelle di mele                 |
| 6 luglio 1975 - 28 settembre 1975    | One of Our Dinosaurs Is Missing             | Il mistero del dinosauro scomparso               |
| 5 ottobre 1975 - 30 novembre 1975    | Winnie the Pooh and Tigger Too              | Tigro e Winny-Puh a tu per tu                    |
| 7 dicembre 1975 - 29 febbraio 1976   | No Deposit, No Return                       | La gang della spider rossa                       |
| 7 marzo 1976 - 30 maggio 1976        | Gus                                         | Uno strano campione di football                  |
| 6 giugno 1976 - 29 agosto 1976       | Treasure of Matecumbe                       | Il tesoro di Matecumbe                           |
| 5 settembre 1976 - 28 novembre 1976  | The Shaggy D.A.                             | Quello strano cane... di papà                    |
| 5 dicembre 1976 - 27 febbraio 1977   | Freaky Friday                               | Tutto accadde un venerdì                         |
| 6 marzo 1977 - 29 maggio 1977        | The Rescuers (ZT 094)                       | Le avventure di Bianca e Bernie                  |
| 5 giugno 1977 - 28 agosto 1977       | Herbie Goes to Monte Carlo                  | Herbie al rally di Montecarlo                    |
| 4 settembre 1977 - 27 novembre 1977  | Pete's Dragon (ZT 096)                      | Elliott, il drago invisibile                     |
| 4 dicembre 1977 - 26 febbraio 1978   | Candleshoe                                  | Una ragazza, un maggiordomo e una lady           |
| 5 marzo 1978 - 28 maggio 1978        | The Cat from Outer Space                    | Il gatto venuto dallo spazio                     |
| 4 giugno 1978 - 27 agosto 1978       | Hot Lead and Cold Feet                      | Teste calde e tanta fifa                         |
| 3 settembre 1978 - 26 novembre 1978  | Pinocchio                                   | Pinocchio                                        |
| 3 dicembre 1978 - 25 febbraio 1979   | The North Avenue Irregulars                 | Gli spostati di North Avenue                     |
| 4 marzo 1979 - 27 maggio 1979        | The Apple Dumpling Gang Rides Again         | La banda delle frittelle di mele colpisce ancora |
| 3 giugno 1979 - 26 agosto 1979       | Unidentified Flying Oddball                 | Un astronauta alla tavola rotonda                |
| 2 settembre 1979 - 24 febbraio 1980  | The Black Hole                              | The Black Hole - Il buco nero                    |
| 2 marzo 1980 - 25 maggio 1980        | The Watcher in the Woods                    | Gli occhi del parco                              |
| 1º giugno 1980 - 24 agosto 1980      | The Last Flight of Noah's Ark               | L'ultimo viaggio dell'arca di Noè                |
| 31 agosto 1980 - 23 novembre 1980    | The Devil and Max Devlin                    | Il diavolo e Max                                 |
| 30 novembre 1980 - 12 aprile 1981    | Condorman                                   | Condorman                                        |
| 19 aprile 1981 - 30 agosto 1981      | The Fox and the Hound (ZT 109)              | Red e Toby nemiciamici                           |
| 6 settembre 1981 - 17 gennaio 1982   | Night Crossing                              | Fuga nella notte                                 |
| 24 gennaio 1982 - 6 giugno 1982      | Tron                                        | Tron                                             |
| 13 giugno 1982 - 26 settembre 1982   | Tex                                         | Un ragazzo chiamato Tex                          |
| 3 ottobre 1982 - 26 dicembre 1982    | Mickey's Christmas Carol                    | Canto di Natale di Topolino                      |
| 2 gennaio 1983 - 6 marzo 1983        | Ferdinand the Bull & The Robbers            | Ferdinando il toro                               |
| 3 luglio 1983 - 25 settembre 1983    | The Adventures of Mr. Toad                  | Le avventure di Ichabod e Mr. Toad               |
| 2 ottobre 1983 - 25 dicembre 1983    | The Return of the Rescuers                  | Le avventure di Bianca e Bernie                  |
| 1º gennaio 1984 - 25 marzo 1984      | Dumbo, the Substitute Stork                 | Dumbo - L'elefante volante                       |
| 1º aprile 1984 - 24 giugno 1984      | Robin Hood in: Rich John, Poor John         | Robin Hood                                       |
| 1º luglio 1984 - 23 settembre 1984   | Cinderella: Bibbidi-Bobbodi-Who?            | Cenerentola                                      |
| 30 settembre 1984 - 30 dicembre 1984 | Pinocchio & Jiminy Cricket: A Coat Tale     | Pinocchio                                        |
| 6 gennaio 1985 - 31 marzo 1985       | Black Arrow                                 | Black Arrow                                      |
| 7 aprile 1985 - 14 luglio 1985       | Return to Oz                                | Nel fantastico mondo di Oz                       |
| 21 luglio 1985 - 27 ottobre 1985     | The Black Cauldron                          | Taron e la pentola magica                        |
| 3 novembre 1985 - 26 gennaio 1986    | The Journey of Natty Gann                   | Il viaggio di Natty Gann                         |
| 2 febbraio 1986 - 27 aprile 1986     | The Search For Sleeping Beauty              | La bella addormentata nel bosco                  |
| 4 maggio 1986 - 27 luglio 1986       | The Great Mouse Detective (ZT 127)          | Basil l'investigatopo                            |
| 3 agosto 1986 - 16 novembre 1986     | Song of the South                           | I racconti dello zio Tom                         |
| 23 novembre 1986 - 15 febbraio 1987  | Lady and the Tramp: Tramp's Cat-astrophe    | Lilli e il vagabondo                             |

Storie pubblicate in Italia e relativi albi
| Titolo                                            | Pubblicazione italiana                                                                                                |
| ------------------------------------------------- | --- |
| Cenerentola (ZS 5001)                             | Cartonatoni Disney n. 18 - Le grandi favole a fumetti, Mondadori 1988                                                 |
| Peter Pan (ZT 002)                                | Cartonatoni Disney n. 18 - Le grandi favole a fumetti, Mondadori 1988                                                 |
| Lilli e il vagabondo (ZT 008)                     | Cartonatoni Disney n. 18 - Le grandi favole a fumetti, Mondadori 1988                                                 |
| Perri (ZT 016)                                    | Cartonatoni Disney n. 18 - Le grandi favole a fumetti, Mondadori 1988                                                 |
| La carica dei 101 (ZT 028)                        | Cartonatoni Disney n. 18 - Le grandi favole a fumetti, Mondadori 1988                                                 |
| Alice nel Paese delle Meraviglie (ZS 5101)        | Cartonatoni Disney n. 18 - Le grandi favole a fumetti, Mondadori 1988                                                 |
| Dumbo (ZT 046)                                    | Cartonatoni Disney n. 18 - Le grandi favole a fumetti, Mondadori 1988                                                 |
| Il libro della giungla (ZT 056)                   | Cartonatoni Disney n. 18 - Le grandi favole a fumetti, Mondadori 1988                                                 |
| Gli Aristogatti (ZT 068)                          | Cartonatoni Disney n. 18 - Le grandi favole a fumetti, Mondadori 1988                                                 |
| Le avventure di Bianca e Bernie (ZT 094)          | Cartonatoni Disney n. 18 - Le grandi favole a fumetti, Mondadori 1988                                                 |
| Elliott, il drago invisibile (ZT 096)             | Cartonatoni Disney n. 18 - Le grandi favole a fumetti, Mondadori 1988                                                 |
| Red e Toby nemiciamici (ZT 109)                   | Cartonatoni Disney n. 18 - Le grandi favole a fumetti, Mondadori 1988                                                 |
| Basil l'investigatopo (ZT 127)                    | Cartonatoni Disney n. 18 - Le grandi favole a fumetti, Mondadori 1988                                                 |
| I Sette Nani e lo stufato magico (ZT 018)         | Topolino (libretto) n. 202, Mondadori, 1959                                                                           |
| Pierino e il lupo (ZT 006)                        | Topolino (libretto) n. 874, Mondadori, 1972                                                                           |
| Gas e Giac e la spilla di Cenerentola (ZT 014)    | Topolino (libretto) n. 875, Mondadori, 1972                                                                           |
| Biancaneve e i sette nani                         | Topolino (giornale) n. 265-284, Mondadori, 1938 Cartonatoni Disney n. 18 - Le grandi favole a fumetti, Mondadori 1988 |
| Ben e io (ZT 004)                                 | Almanacco Topolino n. 188, Mondadori, 1972                                                                            |
| Zirlino pecora leonina (ZT 012)                   | Almanacco Topolino n. 188, Mondadori, 1972                                                                            |
| La bella addormentata nel bosco (ZT 020)          | Gli anni d'oro di Topolino n. 21, RCS, 2010                                                                           |
| Babes In Toyland (ZT 031)                         | I Maestri Disney n. 28 - Floyd Gottfredson, Disney, 2004                                                              |
| Davy Crockett e il traditore degli Osages (ZT009) | Gli Albi d'Argento n. 8, Mondadori, 1958                                                                              |